# Janczewice
Janczewice – wieś sołecka w Polsce położona w województwie mazowieckim, w powiecie piaseczyńskim, w gminie Lesznowola. Została założona w 1838 r.
Wieś królewska Janczewice położona była w 1580 roku w powiecie warszawskim ziemi warszawskiej województwa mazowieckiego. W latach 1975–1998 miejscowość administracyjnie należała do województwa warszawskiego.
Zabytki:
- kapliczka przydrożna słupowa z XIX wieku, przebudowana w 1950 r.
- zdewastowany cmentarz żołnierzy niemieckich i rosyjskich poległych w 1914 r., założony w 1915 r. bez nagrobków.